# Naturschutzgebiet Peenetal von Salem bis Jarmen
Koordinaten: 53° 52′ 20,5″ N, 12° 55′ 43,9″ O

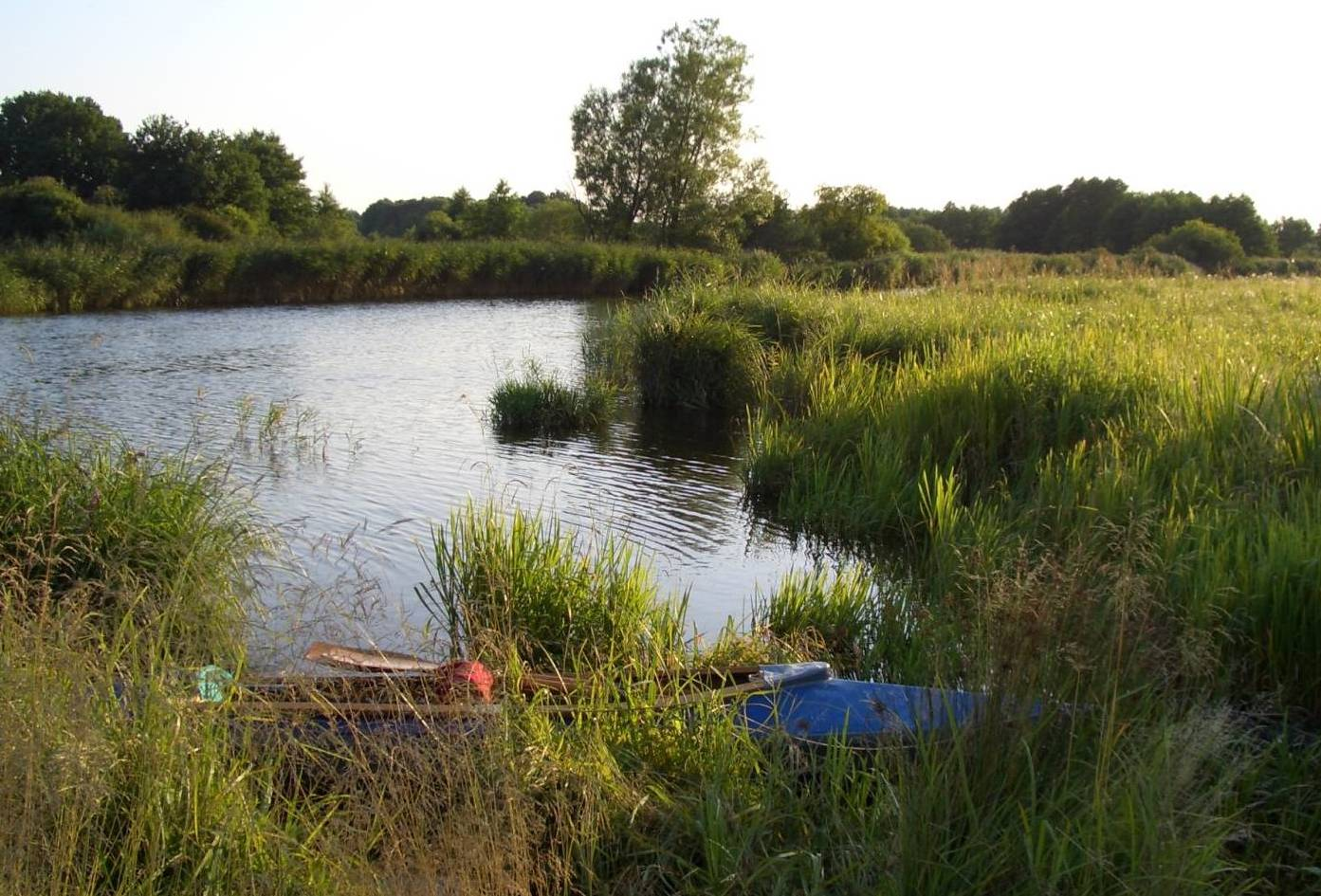
Peene zwischen Aalbude und Demmin

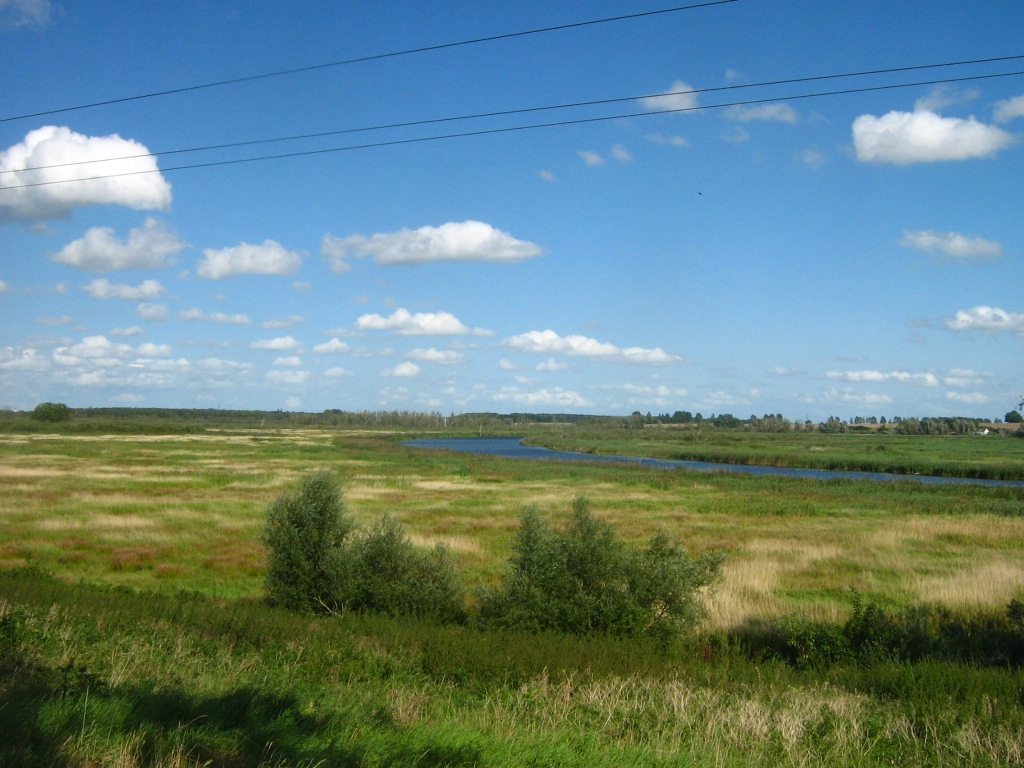
Östlich Demmin – Blick in den Polder Randow mit einem Totarm der Peene

Das Naturschutzgebiet Peenetal von Salem bis Jarmen ist ein Naturschutzgebiet in Mecklenburg-Vorpommern. Die Ausweisung erfolgte am 9. Februar 2009 und umfasst bei einer Größe von 6716 Hektar den westlichen Teil der Flächen des Naturschutzgroßprojektes Peenetallandschaft. Die bisherigen Naturschutzgebiete Devener Holz (N 25) und Moorwiesen bei Neukalen (N 65) gehen in diesem Naturschutzgebiet auf. Ein Großteil der Flächen fällt gleichzeitig als Europäisches Vogelschutzgebiet und FFH-Gebiet in den Schutz nach EU-Recht. Mit der Ausweisung soll ein großflächiger und vollständiger Ausschnitt des Peenetals als ein typisches Flusstalmoor des nordostdeutschen Tieflandes gesichert und entwickelt werden. Das Gebiet ist gekennzeichnet durch Unzerschnittenheit und Störungsarmut. Der südliche Teil liegt im Naturpark Mecklenburgische Schweiz und Kummerower See. Südlich von Kützerhof wird ein Teil der Flächen als Naturwaldreservat Großer Lähnhorst wissenschaftlich untersucht.
Ein Teil der Flächen liegt seit 2012 im Eigentum der NABU-Stiftung Nationales Naturerbe.

## Gebietsgliederung
Das Naturschutzgebiet besteht von West nach Ost aus drei Teilgebieten:
- Peenetal von Salem bis Demmin
- Peenetal von Demmin bis Loitz
- Peenetal von Loitz bis Jarmen

## Pflanzen- und Tierwelt
Aufgrund der Größe des Gebietes ist eine Vielzahl an Lebensräumen anzutreffen. Hervorhebenswerte Brutvögel im Schutzgebiet sind Blaukehlchen, Eisvogel, Flussseeschwalbe, Großer Brachvogel, Knäkente, Kranich, Lachmöwe, Löffelente, Neuntöter, Rohrdommel, Rohrweihe, Rotmilan, Schnatterente, Schwarzhalstaucher, Schwarzspecht, Seeadler, Sperbergrasmücke, Spießente, Trauerseeschwalbe, Tüpfelsumpfhuhn, Kleines Sumpfhuhn, Wachtelkönig, Weißstorch und Weißbart-Seeschwalbe. Dazu gesellen sich im Frühjahr und Herbst die Rastvogelarten Blässgans, Waldsaatgans, Schnatterente, Spießente, Zwergsäger und Zwergschwan.
Der Biber lebt in hoher Population im Gebiet.